# PCO2

Molècula de diòxid de carboni.

La pCO₂ és la pressió parcial de diòxid de carboni (CO₂) a la sang arterial. També es representa com PaCO2. Expressa l'eficàcia de la ventilació alveolar, donada la gran capacitat de difusió d'aquest gas. És un bon indicador de la funció respiratòria i reflecteix la quantitat d'àcid a la sang (sense comptar l'àcid làctic).

## Valors
- Els seus valors normals fluctuen de 35 a 45 mmHg.

- Si la pCO ₂ és inferior a 35 mmHg, el pacient està hiperventilant, i si el pH (potencial d'hidrogen) és superior a 7,45, correspon a una alcalosi respiratòria.

- Si la CO ₂ és superior a 45 mmHg, el pacient està hipoventilant, i si el pH és inferior a 7,35, es tracta d'una acidosi respiratòria.[2]